# 三角丽鱼属
三角麗魚屬，是條鰭魚綱䲁形目麗魚科下的一個屬。

## 分類
本屬屬於麗體魚亞科，目前被認可的種如下：
- 似雙刺三角麗魚 Uaru amphiacanthoides
- 弗氏三角麗魚 Uaru fernandezyepezi